# Susanne Hartmann (Biologin)
Susanne Hartmann (* 26. Februar 1965) ist eine deutsche Biologin und Hochschullehrerin an der Freien Universität Berlin. 

## Werdegang
Hartmann studierte von 1984 bis 1990 Biologie an der Universität Bremen, der Universität Tübingen und der University of Oxford (UK). Während ihrer Promotion am Institut für Parasitologie der Universität Hohenheim forschte sie auch als Gastwissenschaftlerin am Lehrstuhl für Molekulare Parasitologie der medizinischen Fakultät der Freien Universität Brüssel.  
Von 1995 bis 2004 forschte sie am Lehrstuhl für Molekulare Parasitologie der Humboldt-Universität zu Berlin und habilitierte sich dort 2004 im Fach Parasitologie. Im Anschluss an ihre Habilitation wurde sie Arbeitsgruppenleiterin am Lehrstuhl für Molekulare Parasitologie. Im Jahr wurde sie DFG Heisenberg-Professorin für Infektionsimmunologie des Fachbereichs Veterinärmedizin der Freien Universität Berlin. 
Seit 2015 ist sie Professorin für Infektionsimmunologie und Direktorin des Instituts für Immunologie am Fachbereich Veterinärmedizin der Freien Universität Berlin.

## Forschung
Hartmann beschäftigt sich mit Infektionen durch parasitische Würmer (Nematoden) bei Menschen und Tieren. Sie arbeitet an der Aufklärung der molekularen Mechanismen der Wirtsinfektionen mit parasitischen Würmern und auf der Entschlüsselung der entsprechenden Mechanismen der Immunregulation.
Sie konnte immunregulatorische Prozesse zwischen Parasiten und Wirtsimmunzellen aufzeigen und die dafür verantwortlichen Proteine der Parasiten identifizieren. Außerdem untersucht sie das Potenzial von Parasiten und deren regulatorische Produkte für die Behandlung von Entzündungsprozessen. 

## Auszeichnungen
- seit 2018 Mitglied der Nationalen Akademie der Wissenschaften Leopoldina.[1]
- 2018 Innovationspreis der Stiftung Familie Klee für die Arbeit „Behandlung von Entzündungsprozessen des Darmes durch Applikation immunmodulatorischer Proteine parasitischer Würmer“[2]
- 2011–2016 DFG Heisenberg-Professur „Infektionsimmunologie“